# دوپیانه (نگوتین)
دوپیانه (به صربی: Dupljane) یک منطقهٔ مسکونی در صربستان است که در نگوتین واقع شده‌است. دوپیانه ۵۶۴ نفر جمعیت دارد.